# 孫婉容
孫婉容（1927年—），河北完县人，是中國武術家，孫氏太極拳第三代傳人，為孫祿堂的孫女、孫存周的女兒。曾擔任北京体育学院训练竞赛科科长、副教授。

## 生平
1951年毕业于北京师范大学体育系。於1980年代初開始正式授拳，堅持义务教拳四十多年。先後在中国科学院、北京体育大学、海淀区等地開班。2009年被聘为海淀区武协会员单位辅导班教师。2012年6月18日，蒲阳拳社在河北省顺平县复社，孫婉容出任社長。

## 著作
曾與姐姐孫叔容、弟弟孫寶亨等人合編有《孙禄堂武学大全》、《孙氏太极拳竞赛套路教与学》、《孙氏太极剑及孙氏太极剑对练》等书。

## 榮譽
- 2019中国太极拳最具影响力人物终身成就奖[5]。